# Светско првенство у атлетици на отвореном 2013 — 3.000 метара препреке за жене
Трка на 3.000 метара са препрекама у женској конкуренцији на Светском првенству у атлетици 2013. у Москви одржана је 10. и 15. августа на стадиону Лужники.
Титулу светске првакиње из Тегуа 2011. није бранила Рускиња Јулија Зарудњева Зарипова.

## Земље учеснице
Учествовала су 29 атлетичарки из 18 земаља.
1. Алжир 1
2. Бугарска 1
3. Етиопија 3
4. Финска 1
5. Немачка 2
6. Уједињено Краљевство 1
7. Индија 1
8. Кенија 4
9. Мароко 2
10. Пољска 1
11. Порторико 1
12. Румунија 1
13. Русија 3
14. Шпанија 1
15. Шведска 1
16. Швајцарска 1
17. Украјина 1
18. САД 3

## Освајачи медаља
|                          |                        |                       |
| Милка Чемос Чејва Кенија | Лидија Чепкуруи Кенија | Софија Асефа Етиопија |

## Рекорди пре почетка Светског првенства 2013.
Стање 10. август 2013. 
| Светски рекорд             | Гулнара Самитова Галкина, Русија | 8:58,81 | Пекинг, Кина    | 17. август 2008. |
| Рекорд светских првенстава | Јекатерина Волкова, Русија       | 9:06,57 | Осака, Jапан    | 27. август 2007. |
| Најбољи резултат сезоне    | Лидија Чепкуруи, Кенија          | 9:13,75 | Доха, Катар     | 10. мај 2013.    |
| Афрички рекорд             | Милка Чемос Чејва, Кенија        | 9:07,14 | Осло, Норвешка  | 7. јул 2012.     |
| Азијски рекорд             | Љу Њан, Кина                     | 9:26,25 | Вухан, Кина     | 2 новембар 2007. |
| Северноамерички рекорд     | Џенифер Баринџер, САД            | 9:12,50 | Берлин, Немачка | 17. август 2009. |
| Јужноамерички рекорд       | Сабине Хејтлинг, Бразил          | 9:41,22 | Лондон, УК      | 25. јул 2009.    |
| Европски рекорд            | Гулнара Самитова Галкина, Русија | 8:58,81 | Пекинг, Кина    | 17. август 2008. |
| Океанијски рекорд          | Дона Макфарлан, Аустралија       | 9:18,35 | Осло, Норвешка  | 6. јун 2008.     |

## Нови рекорди после завршетка Светског првенства 2013.
| Најбољи резултат сезоне | Милка Чемос Чејва, Кенија | 9:11,65 | Москва, Русија | 15. август 2013. |

### Најбољи резултати у 2013. години
Десет најбољих атлетичарки сезоне у трци на 3.000 метара са препрекама пре првенства (10. августа 2013), имале су следећи пласман.
| 1.  | Лидија Чепкуруи, Кенија     | 9:13,75 | 10. мај |
| 2.  | Милка Чемос Чејва, Кенија   | 9:14,17 | 19. јул |
| 3.  | Софија Асефа, Етиопија      | 9:14,61 | 10. мај |
| 4   | Хивот Ајалев, Етиопија      | 9:17,60 | 10. мај |
| 4.  | Етенеш Диро Етиопија        | 9:17,78 | 10. мај |
| 6.  | Пурити Черотич Кируи Кенија | 9:19,42 | 10. мај |
| 7.  | Хабиба Гриби Тунис          | 9:22,20 | 10. мај |
| 8.  | Лидија Ротич Кенија         | 9:26,31 | 10. мај |
| 9.  | Алмаз Ајана Етиопија        | 9:27,49 | 6. јун  |
| 10. | Јулија Зарипова Русија      | 9:28,00 | 10. јул |

Такмичарке чија су имена подебљана учествују на СП 2013.

## Квалификационе норме
| A норма | Б норма |
| ------- | ------- |
| 9:43,00 | 9:48,00 |

## Сатница
| Датум           | Време | Коло          |
| --------------- | ----- | ------------- |
| 10. август 2013 | 17:20 | Квалификације |
| 15. август 2013 | 21:25 | Финале        |

Времена су дата према локалном времену UTC+4.

## Резултати

### Квалификације
У квалификацијама је 29 такмичарки је подељено у 2 групе. За финале пласирају се по пет првопласираних из обе групе (КВ) и пет према постигнутом резултату (кв).,.
| Пласман | Група | Такмичарка            | Земља                | Време    | Белешка   |
| ------- | ----- | --------------------- | -------------------- | -------- | --------- |
| 1       | 2     | Етенеш Диро           | Етиопија             | 9:24,02  | КВ        |
| 2       | 2     | Лидија Чепкуруи       | Кенија               | 9:24,19  | КВ        |
| 3       | 2     | Хивот Ајалев          | Етиопија             | 9:24,49  | КВ        |
| 4       | 2     | Антје Мелднер-Шмит    | Немачка              | 9:29,27  | КВ, ЛРС   |
| 5       | 2     | Силвија Данекова      | Бугарска             | 9:35,66  | КВ, НР    |
| 6       | 2     | Анкута Бобокел        | Румунија             | 9:35,78  | кв, ЛРС   |
| 7       | 2     | Ајлиш Маколган        | Уједињено Краљевство | 9:35,82  | кв, ЛР    |
| 8       | 1     | Милка Чемос Чејва     | Кенија               | 9:36,16  | КВ        |
| 9       | 1     | Хивин Кијенг Џепкемои | Кенија               | 9:36,19  | КВ        |
| 10      | 1     | Софија Асефа          | Етиопија             | 9:36,66  | КВ        |
| 11      | 1     | Валентина Жудина      | Украјина             | 9:37,79  | КВ        |
| 12      | 2     | Дијана Мартин         | Шпанија              | 9:39,22  | кв, ЛРС   |
| 13      | 1     | Салима Ел Уали Алами  | Мароко               | 9:39,95  | КВ        |
| 14      | 2     | Наталија Горчакова    | Русија               | 9:42,12  | кв        |
| 15      | 1     | Геза Фелицитас Краузе | Немачка              | 9:42,19  | кв        |
| 16      | 2     | Катажина Ковалска     | Пољска               | 9:44,12  |           |
| 17      | 1     | Amina Bettiche        | Алжир                | 9:45,50  |           |
| 18      | 1     | Сандра Ериксон        | Финска               | 9:45,57  |           |
| 19      | 2     | Ешли Хигинсон         | САД                  | 9:45,78  | ЛРС       |
| 20      | 1     | Шалаја Кип            | САД                  | 9:45,97  |           |
| 21      | 1     | Беверли Рамос         | Порторико            | 9:49,60  |           |
| 22      | 1     | Људмила Лебедева      | Русија               | 9:49,64  |           |
| 23      | 1     | Суда Синг             | Индија               | 9:51,05  |           |
| 24      | 2     | Гледис Кипкемои       | Кенија               | 9:54,22  |           |
| 25      | 2     | Никол Буш             | САД                  | 9:58,03  |           |
| 26      | 1     | Шарлота Фовгберг      | Шведска              | 9:59,17  |           |
| 27      | 1     | Наталија Аристархова  | Русија               | 10:10,26 |           |
| —       | 2     | Bouaasayriya Kaltoum  | Мароко               | ДИСК.    | чл. 163,3 |
| —       | 2     | Fabienne Schlumpf     | Швајцарска           | ДИСК.    | чл. 163,3 |

### Финале
| Пласман | Атлетичарка           | Земља                | Време    | Белешке |
| ------- | --------------------- | -------------------- | -------- | ------- |
|         | Милка Чемос Чејва     | Кенија               | 9:11,65  | СРС     |
|         | Лидија Чепкуруи       | Кенија               | 9:12,55  | ЛР      |
|         | Софија Асефа          | Етиопија             | 9:12,84  | ЛРС     |
| 4.      | Хивот Ајалев          | Етиопија             | 9:15,25  | ЛРС     |
| 5.      | Етенеш Диро           | Етиопија             | 9:16,97  | ЛРС     |
| 6.      | Хивин Кијенг Џепкемои | Кенија               | 9:22,05  | ЛР      |
| 7.      | Валентина Жудина      | Украјина             | 9:33.73  |         |
| 8.      | Антје Мелднер-Шмит    | Немачка              | 9:34,06  |         |
| 9.      | Геза Фелицитас Краузе | Немачка              | 9:37,11  | ЛРС     |
| 10.     | Ајлиш Маколган        | Уједињено Краљевство | 9:37,33  |         |
| 11.     | Дијана Мартин         | Шпанија              | 9:38,30  | ЛРС     |
| 12.     | Наталија Горчакова    | Русија               | 9:38,57  | ЛРС     |
| 13.     | Анкута Бобокел        | Румунија             | 9:53,35  |         |
| 14.     | Силвија Данекова      | Бугарска             | 9:58,57  |         |
| 15.     | Салима Ел Уали Алами  | Мароко               | 10:08,36 |         |

### Пролазна времена
| Дистанца | Време   | Атлетичарка       | Држава   |
| -------- | ------- | ----------------- | -------- |
| 1.000 м  | 3:01,72 | Хивот Ајалев      | Етиопија |
| 2.000 м  | 6:11,36 | Милка Чемос Чејва | Кенија   |